# متلازمة ماكيون أولبرايت
متلازمة ماكيون أولبرايت (بالإنجليزية: McCune–Albright syndrome)‏ أو متلازمة أولبرايت تم اكتشافها عام 1937 من قبل دونوفان جيمس ماكيون وفولر أولبرايت، تتألف من خلل في العظام، وتصبغات جلدية، وزيادة في إفراز الغدد الصماء.

## الأعراض والعلامات

### بقع القهوة بالحليب
تصبغات جلدية بنية اللون تظهر في جانب واحد من الجسم.

### خلل التنسج الليفي متعدد العظام
أي إحلال نسيج ليفي محل العظام، وفي 20-30% من الحالات يصيب عدة عظام، مرتبين من الأعلى احتمالية إلى الأقل كالتالي: عظمة الفخذ (90%)، القصبة (81%)، عظام الحوض (78%)، الجمجمة وعظام الوجه (50%)، ثم الفقرات القطنية، والترقوة، والفقرات العنقية.

### زيادة في هرمونات الغدد الصماء

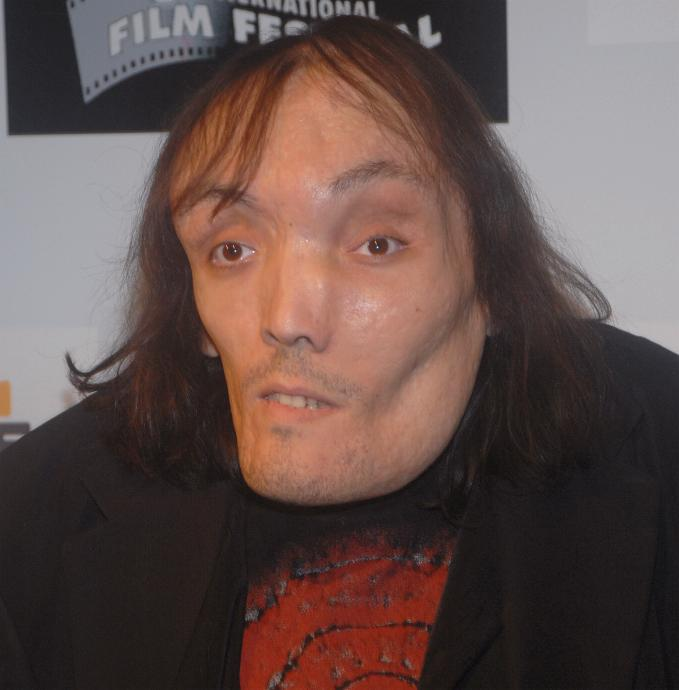
موريسيو سارافيا: ممثل من الأوروغواي مصاب بالمرض 11

كالثيروكسين والكورتيزون وهرمون النمو والإستروجين؛ مسبباً فرط الدرقية، وداء كوشنغ، والبلوغ المبكر، وظهور الثدي قبل أوانه لدى الإناث، وتكيسات المبايض التي تظهر وتختفي بحسب مستوى الإستروجين في الدم، والذي يؤدي هبوطه إلى نزول دم الحيض.
وتختلف الأعراض في حدتها وتوقيت ظهورها من شخص إلى آخر، فقد يظهر الطفل المصاب طبيعياً بلا تصبغات أو خلل في العظام أو خلل هرموني ويكتشف المرض بعد عقود.

## سبب المرض
ينشأ المرض بسبب طفرة تلقائية في الجين (GNAS1)، مما يسبب زيادة في إنتاج بروتين يدعى (G protein)، بعض الخلايا تكون سليمة والأخرى مصابة فيما يعرف بالفسيفساء.

## حالات مشهورة
مراهقة هايتي مارلي كاسيوس (Marlie Casseus [الإنجليزية])، والتي تعرضت لجراحة طارئة عام 2005 لإزالة كتلة عظمية زائدة من الوجه تزن 7 كيلوجرام (16 رطل)، وبعد عدة عمليات في مستشفى هولتز للأطفال بفلوريدا عاد وجهها طبيعياً إلى حد ما.